# Ricardo Lucas
Ricardo Lucas, conegut com a Dodô, (São Paulo, Brasil, 2 de maig de 1974) és un futbolista brasiler. Va disputar 5 partits amb la selecció del Brasil.